# Texas City
Texas City é uma cidade localizada no estado norte-americano do Texas, no Condado de Chambers e Condado de Galveston.

## Demografia
Segundo o censo norte-americano de 2000, a sua população era de 41.521 habitantes.
Em 2006, foi estimada uma população de 45.070, um aumento de 3549 (8.5%).

## Geografia
De acordo com o United States Census Bureau tem uma área de
433,1 km², dos quais 161,5 km² cobertos por terra e 271,6 km² cobertos por água. Texas City localiza-se a aproximadamente 3 m acima do nível do mar.

## Localidades na vizinhança
O diagrama seguinte representa as localidades num raio de 12 km ao redor de Texas City.